# Georgel Badiu
Georgel Badiu (n. 24 mai 1968, Sihlea, România) este un politician român, ales în 2020 deputat din partea partidului Alianța pentru Unirea Românilor. Fost ofițer de poliție la IPJ Vrancea, fost șef al Serviciului Cercetări penale, a promovat la DNA dosarul președintelui Consiliului județean Vrancea, Marian Oprișan. În 2010 a candidat la funcția de șef al poliției județene Vrancea, dar fără succes, câștigătorul fiind un ofițer agreat de M.Oprișan. 

## Tinerețe și carieră profesională
Georgel Badiu s-a născut pe 24 mai 1968, la Sihlea, comună din județul Vrancea, în Republica Socialistă România.
A absolvit Liceul Economic din Focșani în 1986, absolvind și obținând diploma de bacalaureat, apoi a îndeplinit stagiul militar obligatoriu. Ulterior, a urmat cursurile Academiei de Poliție „Alexandru Ioan Cuza” din București, unde a obținut o diplomă de licență în drept. De asemenea, a urmat studii postuniversitare în siguranța circulației rutiere la Universitatea Tehnică „Gheorghe Asachi” din Iași.
Cariera sa în poliție a început în 1994 în cadrul Inspectoratului de Poliție Județean Vrancea. Între 2005 și 2009 a fost șef al Serviciului de Cercetări penale, iar între 2009 și 2017 a condus Centrul de Reținere și Arestare Preventivă al județului Vrancea. A trecut în rezervă din activitatea de polițist în 2017.

## Carieră politică

### Deputat (2020–prezent)

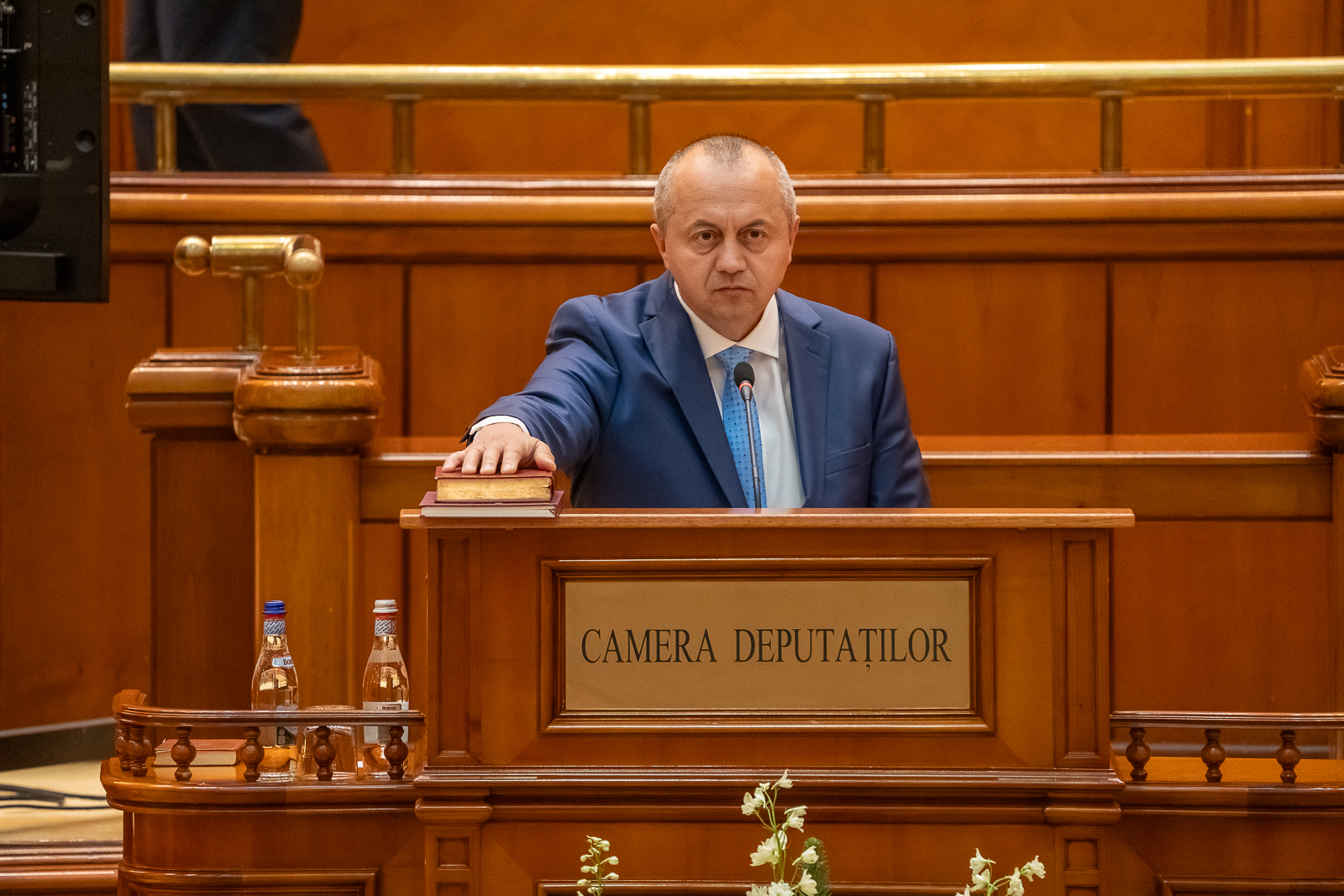
Badiu depunând jurământul, 21 decembrie 2024

În urma alegerilor parlamentare din 2020 pe 6 decembrie, Badiu a fost ales membru al Camerei Deputaților de Vrancea, preluând mandatul pe 21 decembrie.
În cadrul Parlamentului României a activat în Comisia pentru cercetarea abuzurilor, Comisia juridică și Comisia de apărare. Timp de un an, a îndeplinit și funcția de chestor al Camerei Deputaților. 
Pe 3 iulie 2024, în legătură cu Războiul Ruso-Ucrainean și Invazia Rusiei în Ucraina din 2022, Badiu a criticat numărul mare de ucraineni bogați refugiați peste graniță și a declarat că „toți ucrainenii de peste 18 ani aflați în România ar trebui urcați în dube și predați autorităților din Ucraina” pentru a lupta în război. Pe 25 iunie 2024, Camera Deputaților și Senatul, întruniți în ședință comună, au votat numirea deputatului Badiu în funcția de membru al Comisiei comune permanente pentru exercitarea controlului parlamentar asupra activității Serviciului Român de Informații. Acesta a primit 277 de voturi în Parlament, în timp ce 34 de parlamentari au votat împotrivă.
A fost reales deputat în aceeași circumscripție la alegerile din 2024 din 1 decembrie a acelui an.